# 샤를 르루
샤를 에두아르 가브리엘 르루(Charles Édouard Gabriel Leroux, 1851년 9월 13일 - 1926년 7월 4일)은 프랑스 출신의 음악가 겸 군인이다. 또한 샤를 르루는 군악을 통해서 일본의 근대음악에 큰 기여를 하였다. 그가 작곡한『후소노래(扶桑歌)』, 『발도대(抜刀隊)』는 『육군분열행진곡(陸軍分列行進曲)』으로 편곡되어, 현재 일본 육상자위대 및 경찰의 공식 행진곡으로 이용되고 있다.

## 일생
1851년, 파리에서 고급 가구업을 운영하는 유복한 가정에 태어나, 음악을 배운다. 1870년, 파리 음악원에 들어가 피아노를 전공한다. 1872년에 육군에 소집되어 보병 제62연대에 배속된다. 1873년에는 연대 군악병이 된다. 1875년에 보병 제78연대에서 부군악대장으로 취임, 1879년에 같은 연대 군악대장에 승진해, 취주악이나 피아노의 작·편곡 작품을 출판하였다.
1884년, 제3차 프랑스 군사 고문단의 일원으로서 일본을 방문했다. 귀스타브 샤를 다그롱(Gustave Charles Desire Dagron)의 후임으로, 초창기의 일본 육군군악대를 교육하였다. 같은 해에는 『후소노래(扶桑歌)』, 『발도대(抜刀隊)』 등을 작곡하였다.
1886년에 훈5등욱일장을 받았다. 또한 1889년에 귀국해, 리옹의 보병 제98연대 군악대장에 임명된다. 1897년, 수장자·다아카데미장을 받았다. 1899년, 일등 악단의 지휘자(대위급)가 되었다. 1900년에는 레종 도뇌르 훈장을 받았다. 1906년, 프랑스 육군을 퇴역해, 취주악단을 지도하면서 살았다.
1910년, "일본의 고전음악(La musique classique japonaise)"이라는 제목을 붙여 프랑스 첫 일본 음악 연구 논문을 발표했다. 같은 해, 훈4등서보장을 받았다. 말년에는 베르사유 시에 살다가 1926년 7월 4일, 마젠타 거리의 자택에서 74세의 나이로 사망했다.

## 작품
- "LES SAISONS" SUITE DE VALSES POUR PIANO A 4 MAINS(『사계』왈츠 모듬곡·피아노 연탄곡) 1881년 작곡
- "GRANDE FANTAISIE SUR LES MOUSQUETAIRE AU COUVENT" POUR MUSIQUE MILITAIRE(『그랜드·환타지 승원의 근위 기병』)1881년 작곡
- "PETITE MOUS'ME"POLKA POUR PIANO(「소녀」(『계집아이』라고도)1886년 작곡
- "AIRS JAPONAIS ET CHINOIS"POUR PIANO, 1/2/3 SERIE(『피아노를 위한 일본 및 중국의 노래』피아노 독주곡제14집)1888년 작곡
- "KYMIGHAYO"AIR NATIONAL JAPONAIS(『기미가요』일본노래 편곡)1888년 작곡

이 밖에도 많은 작품이 있다.

### 참고 문헌
- 江藤淳『南洲残影』文藝春秋〈文春文庫〉、平成13年(2001年)、ISBN 4-16-353840-2
- 阿部勘一・細川周平・塚原康子・東谷護・高澤智昌『ブラスバンドの社会史　軍楽隊から歌伴へ』青弓社〈青弓社ライブラリー〉、平成13年(2001年)、ISBN 4-7872-3192-8
- 中村理平『洋楽導入者の軌跡－日本近代洋楽史序説－』刀水書房、平成5年(1993年)、ISBN 4-88708-146-4
- 三浦俊三郎『本邦洋樂變遷史』日東書院、昭和6年(1931年)10月
- 山口常光『陸軍軍楽隊史』三青社、昭和43年(1968年)
- 『音楽界』148号、音楽出版社、大正3年(1914年)2月
- 『お雇い外国人の見た日本～日本洋楽事始』（CD）
- M.Charles LEROUX, "La musique classique japonaise"

## 같이 보기
- 프랑스
- 일본제국